# Бережок, Григорий Карпович
Григорий Карпович Бережок (1908—1994) — капитан Рабоче-крестьянской Красной Армии, участник польского похода РККА, советско-финской и Великой Отечественной войн, Герой Советского Союза (1940).

## Биография
Григорий Бережок родился 2 (по новому стилю — 15) марта 1908 года в местечке Михайловка (ныне — Великомихайловский район Одесской области Украины) в семье крестьянина. Получил неполное среднее образование. В 1929 году был призван на службу в Рабоче-крестьянскую Красную Армию. В 1934 году Бережок окончил Одесское артиллерийское училище. Участвовал в польском походе РККА 1939 года. К февралю 1940 года старший лейтенант Бережок командовал батареей 33-го гаубичного артполка 72-й стрелковой дивизии 15-й армии. Отличился во время советско-финской войны.
В ходе боя 4 февраля 1940 года Бережок вёл меткий огонь по финским войскам, подавляя его огневые точки, обеспечивал продвижение советских стрелковых подразделений. Батарея под командованием Бережка особо отличилась в бою за овладение островами в районе карельского города Питкяранта.
Указом Президиума Верховного Совета СССР от 20 мая 1940 года за «образцовое выполнение боевых заданий командования на фронте борьбы с финской белогвардейщиной и проявленные при этом отвагу и геройство» старший лейтенант Григорий Бережок был удостоен высокого звания Героя Советского Союза с вручением ордена Ленина и медали «Золотая Звезда» за номером 224.
С июня 1941 года — на фронтах Великой Отечественной войны. В июле 1941 года получил тяжёлое ранение, попал в плен, содержался в концлагере в районе Нюрнберга, совершил оттуда побег и сражался в партизанском отряде имени М. И. Кутузова. После окончания войны в звании капитана был уволен в отставку. Проживал в Николаеве, до 1963 года работал военруком средней школы, начальником пионерлагеря, начальником заводского цеха, затем до выхода на пенсию работал комендантом заводского ДК. Умер 2 июля 1994 года, похоронен на Центральном кладбище Николаева.
Был также награждён орденом Отечественной войны 1-й степени, а также рядом медалей.